# Cratere Leander
Leander  è un cratere sulla superficie di Eros.